# Petraeovitex kinabaluensis
Petraeovitex kinabaluensis là một loài thực vật có hoa trong họ Hoa môi. Loài này được Munir miêu tả khoa học đầu tiên năm 1965.